# Défense des ponts de Tczew
 (mai 2021).
La défense des ponts de Tczew sur la Vistule s’est déroulée le 1er septembre 1939 à l’aube. C’est l’un des premiers affrontements de la campagne de Pologne. Les forces polonaises qui défendaient ces ponts contre les troupes allemandes ont réussi à les faire sauter ce qui perturba par la suite l’acheminement de renforts allemands vers la province de Prusse-Orientale. 

## L'histoire des ponts

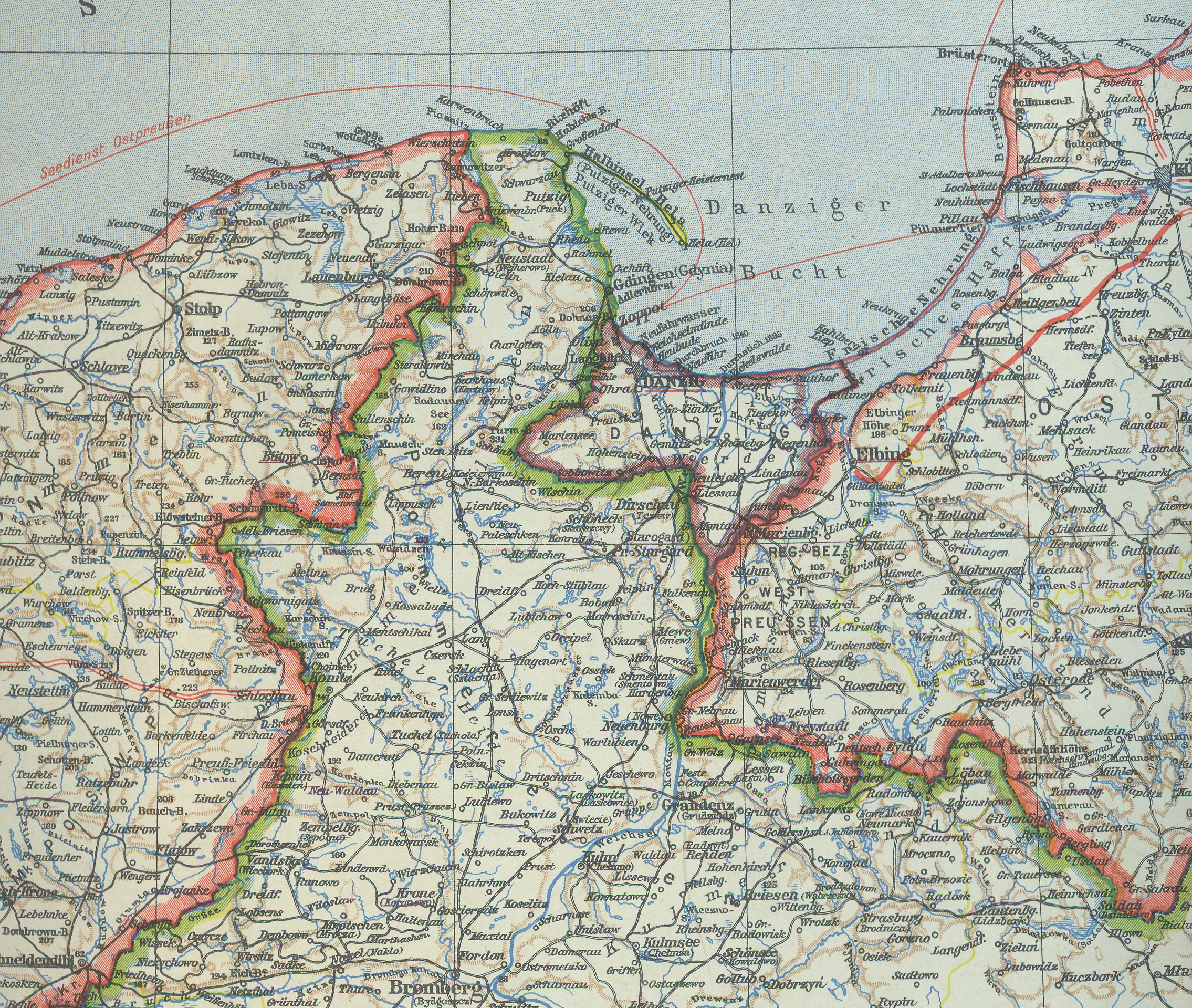
Carte allemande du corridor de Dantzig en 1938. Dirschau est le nom de la ville de Tczew en allemand.

Le premier pont sur la Vistule à Tczew a été construit en 1857 après 12 ans de construction. C’était un pont construit avec une route et une voie de chemin de fer. À l’époque, il s’agissait du pont en poutres en acier avec la plus longue travée en Allemagne avec des segments de 131 m de long. Avec l’augmentation du trafic vers la Prusse-Orientale, il a été décidé de construire un deuxième pont réservé exclusivement aux trains. Celui-ci a été construit entre 1888 et 1891. Entre 1910 et 1912, les ponts ont été prolongés de 250m afin de ne pas perturber la circulation pendant les crues de la Vistule. 
Après la Première Guerre mondiale, les ponts de Tczew sont passés sous le contrôle des Polonais. Les liaisons allemandes avec la Prusse Orientale devaient maintenant passer à travers le corridor de Dantzig, soit environ 100 km en territoire polonais. 

## Une position stratégique pour les deux camps
Située dans le corridor de Dantzig, Tczew possédait un nœud de communication important. La ville était traversée par une ligne de chemin de fer et par un axe routier reliant le Reich à la province de Prusse-Orientale. Les responsables militaires polonais et allemands étaient au courant de l’importance stratégique du pont routier et du pont ferroviaire sur la Vistule en cas de guerre. Les Allemands espéraient une capture rapide de ces ouvrages, ce qui leur permettrait de transférer rapidement des unités militaires vers la Prusse Orientale mais aussi de séparer les troupes polonaises qui défendaient le littoral du reste du pays. 
Les forces polonaises stationnés dans Tczew étaient composées du 2e bataillon d’infanterie qui appartenait précédemment au 65e régiment d’infanterie. Ce bataillon a été séparé de son régiment d’origine en été 1926 pour devenir une unité indépendante. Depuis le mois de mars 1930, le bataillon a été transféré à Tczew. En mars 1939, 18 sapeurs ont été introduits dans le bataillon. Les ponts ont été minés en secret. Le commandant de l’armée « Poméranie » a donné l’ordre de faire sauter les ponts en cas d’attaque.

## Le plan allemand
Dans la nuit du 31 août au 1er septembre 1939 et malgré la situation politique tendue, le train allemand (n. 963) contenant officiellement du bétail partit de la ville de Malbork en province de Prusse-Orientale à 3h08 pour se rendre en Allemagne. Ce train devait franchir la frontière polonaise à Tczew et traverser le corridor de Dantzig. Pour cette traversée, un équipage polonais a été envoyé avec une locomotive.  
En secret, une unité d’assaut commandé par le lieutenant Hacken se trouvait à bord. Les Allemands ont capturé la locomotive et se sont habillés avec les uniformes des cheminots polonais. Ces soldats devaient capturer les deux ponts intacts puis la gare de Tczew. L’inspecteur ferroviaire polonais Alfons Runowski qui travaillait sur la frontière du territoire de la ville libre de Gdansk à Kałdowo a informé les autorités militaires de Tczew de la menace. À Szymankowo, les cheminots polonais ont aperçu aussi une fusée éclairante qui a été tirée par l’inspecteur polonais de Kałdowo ce qui signifiait qu'une possible attaque allemande pouvait avoir lieu et ils ont réussi à mettre le train allemand sur une voie de garage sans issue provoquant ainsi un retard majeur dans la suite des opérations. Pour se venger du retard et de la destruction des ponts, les Allemands ont assassiné les cheminots de Szymankowo et leurs familles pendant la journée.

## L'attaque allemande
À 4h26, 3 bombardiers en piqué JU 87 B-1 ont décollé de la base aérienne de Elbląg et à 4h34, soit 11 minutes avant l’attaque allemande sur Westerplatte, l’escadrille allemande bombarda la gare ferroviaire, les bâtiments situés à l’ouest des ponts sur la Vistule et les baraquements du 2e bataillon d’infanterie polonais. En larguant ses bombes le premier à Tczew, le lieutenant de la Luftwaffe, Bruno Dilley est le premier soldat à avoir tiré sur l’adversaire pendant la Seconde Guerre mondiale. Des bombes ont été aussi larguées sur le centre-ville de Tczew et dans les alentours de la centrale électrique. Le raid s’est renouvelé une deuxième fois sur les mêmes objectifs. Ces deux bombardements ont duré environ 10 minutes chacun. Parmi les morts et les blessés du côté polonais, on retrouvait des civils, des cheminots et des soldats.  
À 4h45, le train allemand qui a été retardé précédemment arriva au pont ferroviaire sur la Vistule avec les soldats allemands à son bord. L’officier polonais responsable du secteur de Tczew refusa d’ouvrir les barrières pour laisser passer le train. Un train blindé allemand se trouvait aussi à proximité du train de marchandises à l'arrière. Les soldats allemands sortirent immédiatement afin d’engager le combat.  
À 5h30, les Polonais ont reçu l’ordre de se retirer et de faire sauter les ponts. À 6h00, la partie orientale du pont explosa et 45 minutes la partie occidentale subit le même sort. Quatre piliers ont été démolis.  
Les combats se sont poursuivis pendant toute la journée. Les unités de la SS-Heimwehr Danzig et soutenues par la Luftwaffe ont réussi à chasser les Polonais de la ville en début de soirée. 

## Conclusion

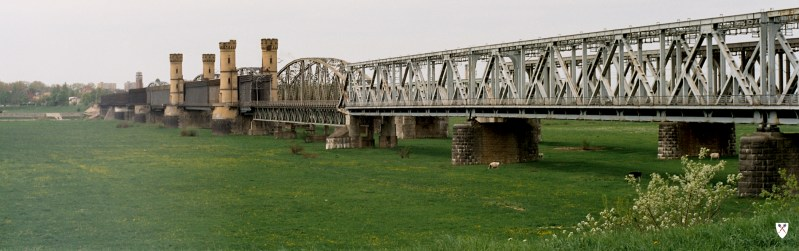
Les ponts aujourd'hui

Les soldats polonais ont parfaitement réussi la mission. Les Allemands n’ont pas réussi à capturer les ponts intacts ce qui ne leur a pas permis d’avoir une liaison fiable avec la province de Prusse-Orientale jusqu’en 1940. Le 2e bataillon d’infanterie polonais continua le combat pendant la Campagne de Pologne. En se repliant en direction du sud, il a pu participer avec l’armée « Poméranie » à la bataille de la Bzura et à la défense de Varsovie. Le 8 mars 1945, les Allemands ont détruit entièrement les ponts sur la Vistule à Tczew pour retarder l’avance de l’Armée Rouge.

## Littérature
- Gabriel Habermann: Brückenschläge. In: ModellEisenBahner, 58, 2009, H. 9, Verlagsgruppe Bahn, Bad Waldsee, S. 30–34 (über die Weichselbrücken von Dirschau).
- Janusz Piekalkiewicz: Polenfeldzug, Hitler und Stalin zerschlagen die Polnische Republik. Lübbe, Bergisch Gladbach 1982,  (ISBN 3-7857-0326-0).
- Jochen Böhler: Der Überfall, Deutschlands Krieg gegen Polen. Eichborn Verlag, Frankfurt, 2009,  (ISBN 978-3-8218-5706-0), S. 65–67.